# Leo Aldana
Leonardo Enrique Aldana Mascareño (Barquisimeto, Lara, Venezuela, 18 de noviembre de 1983), más conocido como Leo Aldana, es un actor, animador, presentador y periodista venezolano, reconocido por haber sido animador principal en el programa Vitrina, transmitido por Televen y participando en películas como Solteros indisponible (2016), Ámbar: el color de una familia perfecta (2018) u Hotel Providencia (2022). También realizó varias telenovelas como Eneamiga (2019).

## Sus primeros años
Leo Aldana nació en la ciudad de Barquisimeto, capital del estado Lara, el 18 de noviembre de 1983. Hijo de Nerio Ramón Aldana (1945), comerciante, y de Gladys Mascareño (1948). Leo tiene tres hermanos mayores llamados Walter Renny (1969), Leslie Elizabeth (1971) y Beily Josefina Aldana (1974). Sus estudios fueron realizados en la escuela La Floresta en primaria y en el colegio Aplicación, donde terminó el bachillerato.
Inició sus primeros pasos al frente de los micrófonos y el gusto por la actuación y las artes en sus primeros semestres en la Universidad Fermín Toro, cuando estudiaba comunicación social. Se graduó en la promoción sexta, con mención en periodismo en 2006.

## Carrera profesional

### 2003-2006: Primeros años e inicios de su carrera artística
Comenzó a trabajar en el canal regional Promar TV en el año de 2003, donde le ofrecen producir el programa "Todos contra todos", que era conducido por Juan Andrés Peñalver y Gaby Terán. Al año siguiente, comienza a animar el programa infantil "Imaginación". 
Al mismo tiempo, debutó en la radio con “De vuelta a la casa”.
Para el año de 2006, Aldana emprende un viaje a Bournemouth, Inglaterra por dos años y tres meses para estudiar inglés. Al regresar al país, se fue directo a la capital venezolana, Caracas, para buscar empleo y empezar a formarse como actor en la escuela de “Luz Columba” con el profesor Nelson Ortega.

### 2011-2018: Inicios como animador y actuación
En agosto de 2011, es contratado por el canal Televen para ser periodista de exteriores del programa de espectáculo Vitrina, donde en febrero de 2013 asciende a ser animador principal del programa ya mencionado, junto con Andrea Matthies y Ly Jonaitis. El viernes 8 de abril de 2016, Aldana anunció que estaría en el programa Vitrina hasta finales de abril de 2016, manifestó esta decisión por temas laborales.
En 2016 realiza su primera película llamada Solteras Indisponibles en la que interpreta a Beto, un mensajero que se enamora de la protagonista.
El 5 de diciembre de 2018, estrena "¡Viajar en español!" transmitido por el canal Sun Channel, dónde ejerce como presentador, un proyecto en el que recorrerá lugares desde México hasta la Patagonia.
En 2018 realiza su segunda película llamada Ámbar: El color de una familia perfecta.
En noviembre de 2019, Aldana recibió su cumpleaños número 36 en Israel donde estaba grabando la segunda temporada de ¡Viajar en español! y aprovechó para sumergirse en el río Jordán. La segunda temporada de "¡Viajar en español!" se estrenó el jueves 28 de octubre de 2021 contando con 8 capítulos.

### 2019-actualidad: Telenovelas y Portadas al Día
En el año 2020 aparece Almas en pena, una serie web de thriller  y terror psicológico producida por RCTV International y transmitida por Prime Video, interpretando el papel del Sombrerón.
En el año 2021 aparece en su primera telenovela producida por RCTV Producciones llamada Eneamiga interpretando al protagonista Diego Hernández.
En 2022 aparece en la película Hotel Providencia.
En junio de 2022, Aldana firmó un contrato para participar como animador en el nuevo juego de la Lotería de Caracas, llamado "Pegamax", que comenzara a transmitirse el 5 de julio de 2022 en el canal de la colina, Venevisión, estaría acompañado por Viviana Gibelli, Pierina Rojas y Juan Pablo dos santos, bajo la dirección de Oscar Rivas Gamboa.
El 26 de junio de 2023 fue confirmado como animador del magazine Portadas al Día.
En el año 2023 regresa a la televisión en la teleserie Dramáticas de Venevisión, realizando una participación especial.

## Filmografía

### Animador
| Año             | Título             | Personaje                                |
| --------------- | ------------------ | ---------------------------------------- |
| 2023-actualidad | Portadas al Día    | Animador                                 |
| 2022            | Pegamax            | Animador                                 |
| 2018-2021       | Viajar en español  | Presentador                              |
| 2011-2016       | Vitrina            | El mismo periodista y Animador Principal |
| 2004            | Imaginación        | Animador Principal                       |
| 2003            | Todos contra todos | Producto y Animador                      |

### Telenovelas
| Año  | Título            | Personaje         |
| ---- | ----------------- | ----------------- |
| 2023 | Dramáticas        | El mismo          |
| 2021 | Eneamiga          | Diego Hernández   |
| 2020 | Almas en pena     | El Sombrerón      |
| 2010 | La mujer perfecta | Mesonero Cap - 80 |

### Películas
| Año  | Título                                  | Personaje |
| ---- | --------------------------------------- | --------- |
| 2022 | Hotel Providencia                       |           |
| 2018 | Ámbar: El color de una familia perfecta |           |
| 2016 | Solteras Indisponibles                  | Beto      |